# 金鳥海族樂園
金鳥海族樂園，是台灣北部一座已停業的遊樂園，原址位於台灣新竹縣和桃園市間的關西鎮鳥嘴山麓，市道118號羅馬公路(羅浮至馬武督)旁。全區佔地8公頃，於1983年開幕，四面環山，有遊樂區、游泳池、海獅表演場、水族館等，兼備動態遊樂與靜態觀賞。
園內有著飼養罕見魚類的水族館，如紅尾金龍、象魚、銀板、大烏鰡等。另有高130公尺的高空滑水道和游泳池、摩天輪、鋼索渡河等遊樂設施，以及海獅表演。另有萬年木化石及大型媽祖神像等，晚間可觀賞螢火蟲。
曾經名噪一時，但隨著旅遊型態的改變，進入2000年代後逐漸沒落、荒廢至今。